# Libri dei Maccabei
Esistono cinque Libri dei Maccabei, i quali si rifanno alla vicenda storica della famiglia giudaica dei Maccabei:
- Primo libro dei Maccabei: deuterocanonico;
- Secondo libro dei Maccabei: deuterocanonico;
- Terzo libro dei Maccabei: apocrifo per ebrei, cattolici e protestanti, accettato come canonico dalla Chiesa ortodossa;
- Quarto libro dei Maccabei: apocrifo per ebrei, cattolici e protestanti, accettato come canonico dalla Chiesa ortodossa;
- Quinto libro dei Maccabei: considerato universalmente apocrifo.

La festa ebraica della Chanukkà celebra la vittoria in guerra dei Maccabei sui Greci.

## Primo libro dei Maccabei
È un libro deuterocanonico della Bibbia cristiana cattolica. La sua autenticità è riconosciuta dalla Chiesa cattolica e dalla Chiesa ortodossa.
L'autore è ignoto.
È stato scritto in Israele in greco su originale in ebraico a noi non pervenuto.
È databile alla fine del II secolo a.C.
Rappresenta un resoconto storico dettagliato e preciso della lotta nazionalista guidata dai fratelli Maccabei (Giuda, Gionata e Simone) tra il 176 e il 134 a.C. contro il dominio dei Seleucidi in Palestina, in particolare contro Antioco IV Epifane.

## Secondo libro dei Maccabei
È un libro deuterocanonico della Bibbia cristiana cattolica. La sua autenticità è riconosciuta dalla Chiesa cattolica e dalla Chiesa ortodossa.
L'autore è ignoto. Il libro si presenta come il riassunto, l'epitome di un'opera in cinque libri di un certo Giasone di Cirene (cfr. II Macc 2,19-32).
Scritto direttamente in greco in Palestina, è databile alla fine del II secolo a.C.
Racconta in altro modo gli stessi avvenimenti dei primi sette capitoli del Primo libro dei Maccabei dal 176 al 160 a.C..

## Terzo libro dei Maccabei
È un libro compreso tra gli Apocrifi dell'Antico Testamento; viene riconosciuto come canonico solamente dalla Chiesa ortodossa. È presente nella traduzione greca della Bibbia dei Settanta.
Di autore ignoto è stato scritto in greco verso la fine del I secolo a.C.
Descrive la persecuzione subita dai Giudei della comunità di Alessandria d'Egitto sotto il sovrano greco-egiziano Tolomeo IV (222-205 a.C.), descrivendo alcuni interventi salvifici miracolosi di Dio in loro soccorso.
Il contenuto è indipendente dalle storie narrate nel primo e secondo libro dei Maccabei, sebbene mostri affinità stilistiche e richiami ad esse. La persecuzione descritta non trova conferma dalle altre fonti storiche.

## Quarto libro dei Maccabei
Il Quarto libro dei Maccabei è un libro compreso tra gli apocrifi dell'Antico Testamento, contenuto come appendice nella traduzione greca della Bibbia dei Settanta.
È di autore ignoto, anche se da alcuni Padri della Chiesa viene attribuito a Giuseppe Flavio.
È stato scritto in greco verso il termine del I secolo a.C. e l'inizio del I secolo.
Si presenta come una omelia che illustra il primato della pia ragione sulle passioni ricorrendo agli esempi offerti dal martirio di Eleazaro e dei sette fratelli narrato nel Secondo libro dei Maccabei.

## Quinto libro dei Maccabei
È un libro compreso tra gli Apocrifi dell'Antico Testamento.
È giunto a noi in arabo e forse aveva un originale ebraico.
È databile verso la fine del I secolo.
Descrive eventi storici relativi alla Giudea tra il 186 a.C. e il 6 a.C., in parte sovrapposti ai racconti dei primi due libri dei Maccabei. Vi sono molte aggiunte proprie.